# Matelândia (kommun)
Matelândia är en kommun i Brasilien.   Den ligger i delstaten Paraná, i den södra delen av landet, 1 200 km sydväst om huvudstaden Brasília. Antalet invånare är 16 077.
Följande samhällen finns i Matelândia:
- Matelândia

I omgivningarna runt Matelândia växer i huvudsak städsegrön lövskog. Runt Matelândia är det glesbefolkat, med 20 invånare per kvadratkilometer.